# Solanum myoxotrichum
Solanum myoxotrichum är en potatisväxtart som beskrevs av John Gilbert Baker. Solanum myoxotrichum ingår i släktet skattor som ingår i familjen potatisväxter. Inga underarter finns listade i Catalogue of Life.